# 建设乡 (达日县)
建设乡，是中华人民共和国青海省果洛藏族自治州达日县下辖的一个乡镇级行政单位。

## 行政区划
建设乡下辖以下地区：
侧日哇牧委会、沙日纳牧委会、达日龙牧委会和长查牧委会。